# 1809 w sztukach plastycznych
Wydarzenia w sztukach plastycznych i wizualnych w 1809 roku.

## Malarstwo

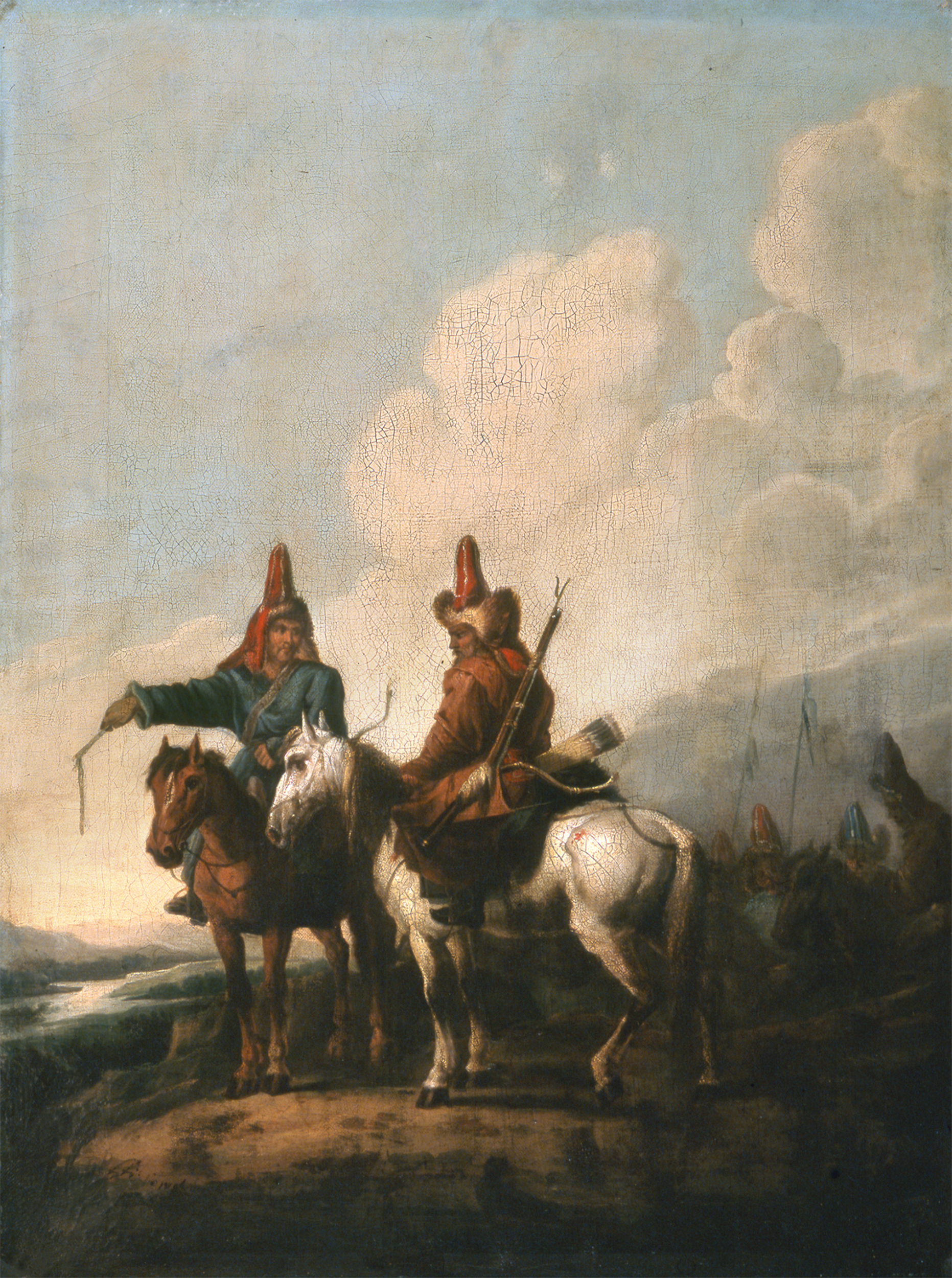
Aleksander Orłowski, Kirgizi

- Aleksander Orłowski

Kirgizi, olej na płótnie, 68,5×52,5 cm

## Urodzeni
- Albert Newsam (zm. 1864), amerykański rysownik i litograf

## Zmarli
- Joseph-Marie Vien (ur. 1716), francuski malarz, prekursor neoklasycyzmu